# Grivy-Loisy
Grivy-Loisy ist eine französische Gemeinde mit 183 Einwohnern (Stand: 1. Januar 2022) im Département Ardennes in der Region Grand Est (bis 2015 Champagne-Ardenne). Sie gehört zum Arrondissement Vouziers, zum Kanton Attigny (bis 2015: Kanton Vouziers) und zum 1997 gegründeten Kommunalverband L’Argonne Ardennaise.

## Geografie
Umgeben wird Grivy-Loisy von den Nachbargemeinden Mars-sous-Bourcq im Süden, Tourcelles-Chaumont im Südwesten, Chardeny im Westen, Chuffilly-Roche im Nordwesten, Voncq im Norden sowie von der im gleichnamigen Kanton gelegenen Gemeinde Vouziers, Ortsteil Vrizy, im Osten.

## Bevölkerungsentwicklung
| Jahr                      | 1962 | 1968 | 1975 | 1982 | 1990 | 1999 | 2006 | 2013 | 2016 |
| Einwohner                 | 226  | 219  | 182  | 182  | 190  | 191  | 179  | 184  | 183  |
| Quelle: Cassini und INSEE |      |      |      |      |      |      |      |      |      |

## Sehenswürdigkeiten
- Wehrkirche Saint-Laurent, erbaut im 15. Jahrhundert, Monument historique seit 1946[1]

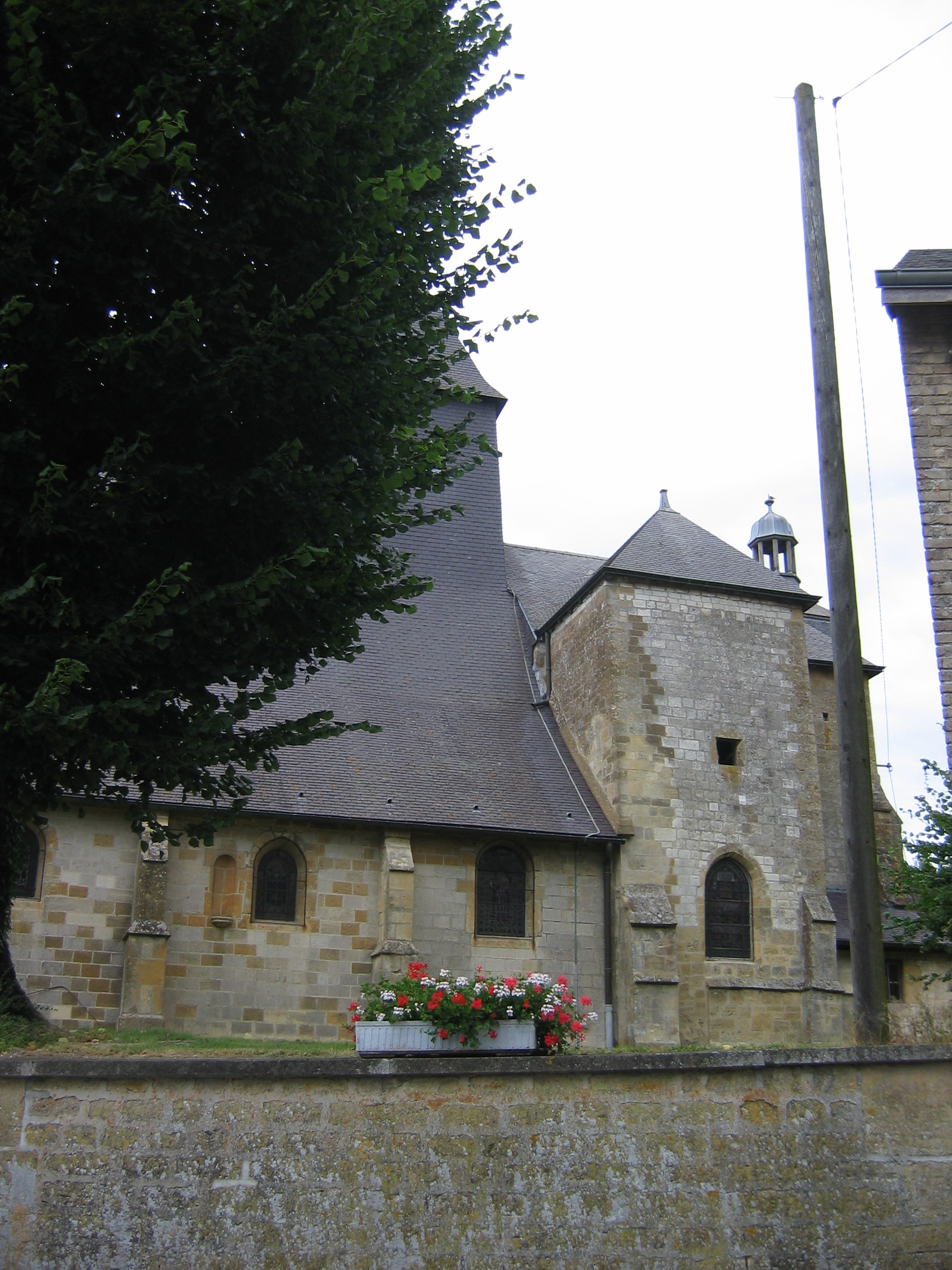
Wehrkirche Saint-Laurent
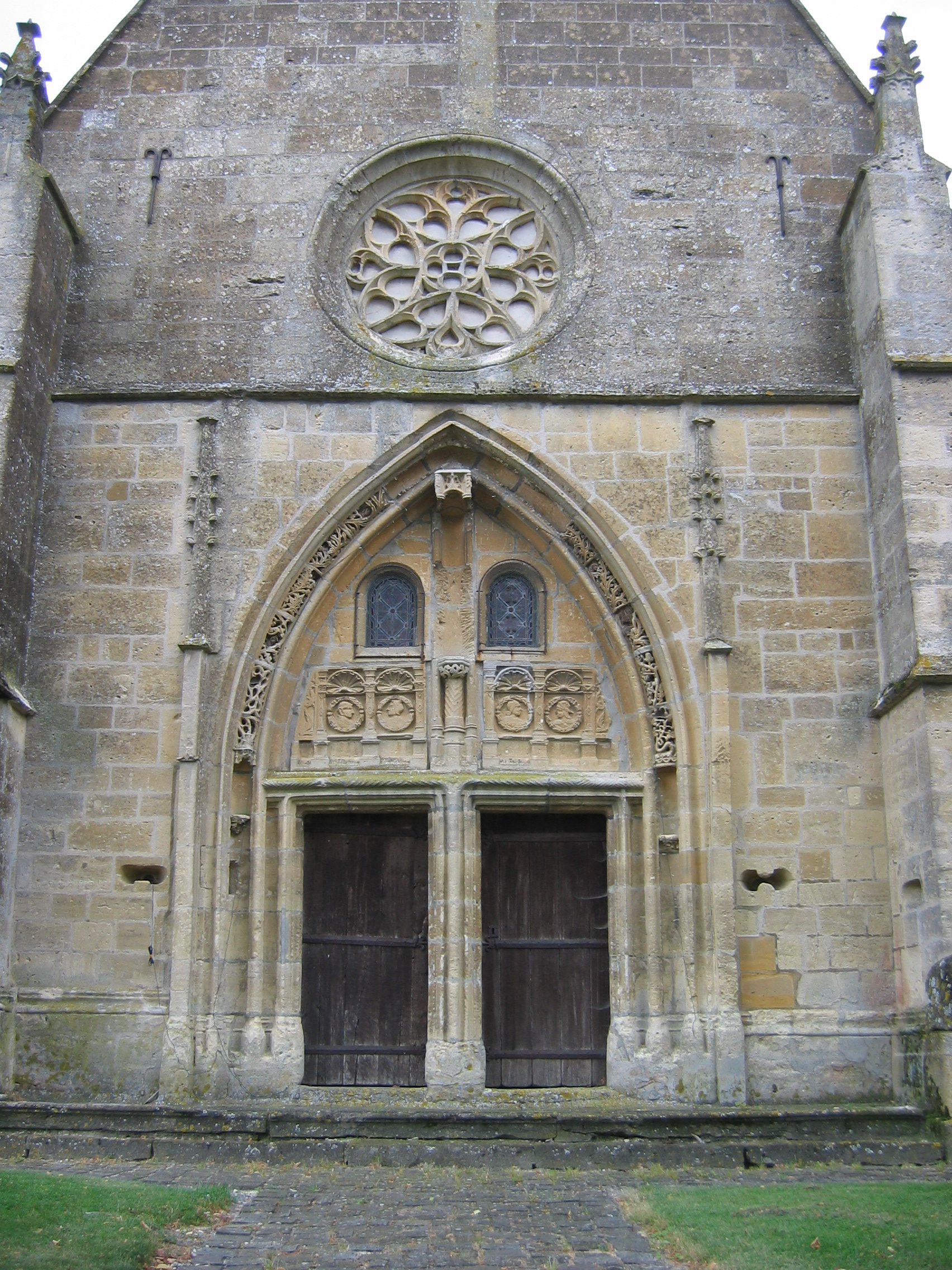
Kirchenportal